# San Lorenzo (Panama)
San Lorenzo è un comune (corregimiento) della Repubblica di Panama situato nel distretto di San Lorenzo, provincia di Chiriquí. Si estende su una superficie di 136,8 km² e conta una popolazione di 2.290 abitanti (censimento 2010).